# النكران (مسلسل)
النكران مسلسل تلفزيوني درامي كويتي أُنتج عام 2023، من تأليف محمد جمال، وإخراج خالد جمال.

## قصة المسلسل
تدور أحداث المسلسل حول أبناء رجل الأعمال يوسف العراب، الذين يقررون المطالبة بحصصهم من الميراث والسير في طريقهم الخاص، تعبيرًا عن رفضهم لأعمال والدهم الخيرية. ومع تصاعد الأحداث، تشهد حياة أفراد العائلة تحولات جذرية، حيث يتناول المسلسل بعمق العلاقات الاجتماعية والقضايا الحساسة بين الأهل والأصدقاء. في إطار درامي فريد ومتميز، بعيدًا عن النمطية التقليدية.

## الممثلون
- داود حسين (يوسف العراب)
- باسمة حمادة (آمنة)
- علي جمعة (حبيب)
- عبير الجندي (زينب)
- عبدالمحسن القفاص (بدر)
- شيلاء سبت (سارة)
- أمل محمد (حصة)
- إيمان جمال (شيماء)
- محمد الأنصاري (جراح)
- منصور البلوشي (محمد)
- علي الحمدان
- عذاري
- عباس خليفي
- مواري عبد الله
- نجاح الخطيب
- سليمان المرزوق
- عبد الله الأمير
- عبد الله الصايغ
- محمد اشكناني
- شيخة جمعة
- دلال العدل
- منصور الفيلي (ضيف شرف)
- هاني الطباخ (ضيف شرف)